# Campbelltaling
De campbelltaling (Anas nesiotis) is een eend uit de familie van de Anatidae. Het is een endemische soort uit Nieuw-Zeeland die ’s nachts actief is. De vogel werd in 1935 geldig beschreven door de Canadese ornitholoog James Henry Fleming. Sinds 1886 bevonden zich al balgen in musea van deze soort eend. Het is een bedreigde, endemische vogelsoort op eilanden rond Campbelleiland, afgelegen Sub-Antarctische eilanden behorende bij Nieuw-Zeeland.

## Kenmerken
In tegenstelling tot verscheidene Nieuw-Zeelandse eendensoorten kan de campbelltaling relatief goed vliegen. Hij vertoont qua kleur veel gelijkenissen met de aucklandtaling (Anas chlorotis) en de Nieuw-Zeelandse bruine taling (Anas aucklandica). 

## Verspreiding en leefgebied
De vogel werd al in 1886 ontdekt op het kleine eiland Dent in de Campbellarchipel. Het leefgebied bestaat voornamelijk uit graslanden en terrein begroeid met varens. Ze maken gebruik van de holen van bepaalde soorten stormvogels. Het zijn zeer territoriale vogels die zich voeden met vlokreeftjes en insecten.

## Status op deRode Lijst van de IUCN
Tot 2010 werden de campbelltalingen ernstig bedreigd door geïntroduceerde carnivoren, zoals de bruine rat (Rattus norvegicus). Men heeft zelfs lang gedacht dat deze eend uitgestorven was, tot men een kleine populatie herontdekte in 1975. 
In 2008 startte een speciaal beschermingsprogramma. De ratten en andere geïntroduceerde zoogdieren werden uitgeroeid en vervolgens werden in gevangenschap gekweekte eenden op diverse eilanden, waaronder het grootste eiland Campbelleiland, in de archipel losgelaten. Dit re-introductieprogramma heeft effect. De (wilde) populatie neemt nu weer in aantal toe. In 2011 werd de grootte geschat op 100 tot 200 volwassen eenden. De status ernstig bedreigd werd daarom veranderd in bedreigd.